# Adenomera gridipappi
Adenomera gridipappi é uma espécie de rã do gênero Adenomera. É endêmica ao Brasil, mais especificamente à região entre o alto rio Madeira e o rio Aripuanã, no estado de Rondônia; embora acredita-se que sua distribuição geográfica pode chegar aos estados de Amazonas e Mato Grosso. Seu epíteto específico foi cunhado em homenagem ao pesquisador brasileiro Marcos Gridi-Papp.